# 台湾委陵菜
台湾委陵菜（学名：Potentilla tugitakensis）又稱為雪山翻白草，为蔷薇科委陵菜属下的一种多年生草本植物，是臺灣的特有種，分布於臺灣包含雪霸國家公園和太魯閣國家公園境內的中央山脈高海拔山區。

## 扩展阅读
- 維基物種上的相關：台湾委陵菜